# Adrienne Rich
Adrienne Cecile Rich (ur. 16 maja 1929 w Baltimore, zm. 27 marca 2012 w Santa Cruz) – amerykańska poetka i pisarka. 

## Życiorys
Przedstawicielka radykalnego feminizmu drugiej fali. Ukończyła Radcliffe College. 
Według Rich ucisk kobiet w patriarchacie ma dwie podstawy: zinstytucjonalizowane macierzyństwo i przymusową heteroseksualność.
Krytykę zinstytucjonalizowanego macierzyństwa wprowadziła Rich w książce Zrodzone z kobiety, opublikowanej w roku 1976, w którym ujawniła się jako lesbijka (wcześniej miała męża i urodziła trójkę dzieci). Według niej w społeczeństwie zdominowanym przez mężczyzn kobiety nie panują same nad swoim macierzyństwem, lecz staje się ono narzędziem kontroli sprawowanej nad nimi przez mężów, lekarzy, ekspertów, polityków itp. Celem ruchu feministycznego powinno być m.in. odzyskanie przez kobiety macierzyństwa jako doświadczenia.
Najbardziej znanym tekstem Rich jest esej Przymusowa heteroseksualność a egzystencja lesbijska (1980). Analizuje w nim ona kobiecą heteroseksualność jako instytucję polityczną, zbudowaną na szeregu nakazów i zakazów opatrzonych sankcjami. Wprowadza w nim też pojęcie „lesbijskiego kontinuum”, obejmującego całość pozytywnych, wspierających relacji między kobietami (niekoniecznie o charakterze ściśle seksualnym). To właśnie doświadczenie więzi między kobietami (siostrzeństwo) jest podstawą oporu wobec patriarchalnych stosunków władzy.
Od roku 1976 była związana z Michelle Cliff.

## Wybrana twórczość
- A Change of World (1951)
- Diving Into the Wreck: Poems, 1971-1972 (1973)
- An Atlas of the Difficult World: Poems, 1988-1991 (1991)

Po polsku
- Zrodzone z kobiety. Macierzyństwo jako doświadczenie i instytucja, przeł. Joanna Mizielińska, Sic!, Warszawa 2000 (ISBN 83-86056-65-7)
- Przymusowa heteroseksualność a egzystencja lesbijska, przeł. Agnieszka Grzybek, "Furia Pierwsza" nr 4-5/2000
- Zejście do wraku. Wiersze, przeł. Jerzy Jarniewicz, Ossolineum, Wrocław 2023 (ISBN 9788366267947).